# Ольховка (Ровненская область)
Ольхо́вка (укр. Вільхівка) — село в Березновской городской общине Ровненского района Ровненской области Украины.
До 2020 года входило в Березновский район.
Население по переписи 2001 года составляло 451 человек. Почтовый индекс — 34651. Телефонный код — 3653. Код КОАТУУ — 5620484003.